# Doganaj
Doganaj (albanska: Doganaj, serbiska: Doganoviç) är en by i Kosovo. Den ligger i kommunen Kaçanik. Enligt den senaste folkräkningen år 2011 fanns det 957 invånare.

## Demografi
| Demografi    | 2011 |
| ------------ | ---- |
| albaner      | 956  |
| odeklarerade | 1    |